# Piberegg
Piberegg est une ancienne commune autrichienne du district de Voitsberg en Styrie.